# Pedro Valido
Pedro Valido, de son nom complet Pedro Manuel Valido Franco, est un footballeur portugais né le 13 mars 1970 à Lisbonne. Il évoluait au poste d'arrière droit.

## Biographie
Il fait partie des champions du monde des moins de 20 ans en 1989.

## Carrière
- 1988-1989 :  GD Estoril-Praia
- 1989-1990 :  CD Feirense
- 1990-1991 :  Gil Vicente FC
- 1991-1992 :  Benfica Lisbonne
- 1992-1994 :  CS Marítimo
- 1994-1995 :  CF Estrela da Amadora
- 1995-1996 :  FC Tirsense
- 1996-1997 :  CF Belenenses
- 1997-1998 :  FC Felgueiras
- 1998-1999 :  FC Alverca
- 1999 :  Amora FC
- 2000 :  Operário
- 2000-2002 :  Atlético Portugal
- 2002-2003 :  Seixal FC
- 2003-2005 :  Beira-Mar Monte Gordo[1],[2]

## Palmarès

### En sélection
- Vainqueur de la Coupe du monde des moins de 20 ans en 1989